# C10orf10
C10orf10 (англ. Chromosome 10 open reading frame 10) – білок, який кодується однойменним геном, розташованим у людей на короткому плечі 10-ї хромосоми. Довжина поліпептидного ланцюга білка становить 212 амінокислот, а молекулярна маса — 23 406.
| 10         |  | 20         |  | 30         |  | 40         |  | 50         |
| ---------- |  | ---------- |  | ---------- |  | ---------- |  | ---------- |
| MRSRLLLSVA |  | HLPTIRETTE |  | EMLLGGPGQE |  | PPPSPSLDDY |  | VRSISRLAQP |
| TSVLDKATAQ |  | GQPRPPHRPA |  | QACRKGRPAV |  | SLRDITARFS |  | GQQPTLPMAD |
| TVDPLDWLFG |  | ESQEKQPSQR |  | DLPRRTGPSA |  | GLWGPHRQMD |  | SSKPMGAPRG |
| RLCEARMPGH |  | SLARPPQDGQ |  | QSSDLRSWTF |  | GQSAQAMASR |  | HRPRPSSVLR |
| TLYSHLPVIH |  | EL         |  |            |  |            |  |            |

A: Аланін

C: Цистеїн

D: Аспарагінова кислота

E: Глутамінова кислота

F: Фенілаланін

G: Гліцин

H: Гістидин

I: Ізолейцин

K: Лізин

L: Лейцин

M: Метіонін

P: Пролін

Q: Глутамін

R: Аргінін

S: Серин

T: Треонін

V: Валін

W: Триптофан

Локалізований у цитоплазмі.